# Tabel van gemeenten in Noord-Holland
Hieronder staat een tabel van gemeenten in de Nederlandse provincie Noord-Holland.
| Gemeente       | Inwoners | Landoppervlakte (km²) | Grootste plaatsen                                                                       | Locatie        |
| -------------- | -------- | --------------------- | --------------------------------------------------------------------------------------- | -------------- |
| Aalsmeer       | 33.354   | 20,12                 | Aalsmeer                                                                                | Kaart gemeente |
| Alkmaar        | 112.311  | 110,46                | Graft, Koedijk, Oudorp, Stompetoren                                                     | Kaart          |
| Amstelveen     | 95.007   | 41,13                 | Amstelveen, Bovenkerk, Nes aan de Amstel                                                | Kaart          |
| Amsterdam      | 934.927  | 165,50                | Amsterdam · Buiksloot · Driemond · Nieuwendam · Ransdorp · Sloten · Weesp               | Kaart          |
| Bergen         | 29.933   | 98,96                 | Bergen, Egmond aan Zee, Schoorl                                                         | Kaart          |
| Beverwijk      | 42.893   | 18,40                 | Wijk aan Zee                                                                            | Kaart          |
| Blaricum       | 12.725   | 11,11                 | Blaricum                                                                                | Kaart gemeente |
| Bloemendaal    | 23.782   | 39,79                 | Aerdenhout, Bennebroek, Bloemendaal, Overveen                                           | Kaart          |
| Castricum      | 36.369   | 49,68                 | Akersloot, Castricum, Limmen                                                            | Kaart          |
| Diemen         | 33.012   | 11,99                 | Diemen                                                                                  | Kaart          |
| Dijk en Waard  | 90.050   | 62,09                 | Broek op Langedijk, Heerhugowaard, Sint Pancras, Noord-Scharwoude, Zuid-Scharwoude      | Kaart          |
| Drechterland   | 20.498   | 58,89                 | Hoogkarspel                                                                             | Kaart          |
| Edam-Volendam  | 36.920   | 54,33                 | Edam, Oosthuizen, Volendam                                                              | Kaart          |
| Enkhuizen      | 18.901   | 12,68                 | Enkhuizen                                                                               | Kaart          |
| Gooise Meren   | 60.353   | 41,59                 | Bussum, Muiden, Muiderberg, Naarden                                                     | Kaart gemeente |
| Haarlem        | 167.763  | 29,17                 | Haarlem                                                                                 | Kaart          |
| Haarlemmermeer | 163.196  | 197,48                | Badhoevedorp, Hoofddorp, Nieuw-Vennep, Zwanenburg                                       | Kaart gemeente |
| Heemskerk      | 39.435   | 27,34                 | Heemskerk                                                                               | Kaart          |
| Heemstede      | 27.589   | 9,18                  | Heemstede                                                                               | Kaart          |
| Heiloo         | 24.906   | 18,70                 | Heiloo                                                                                  | Kaart          |
| Den Helder     | 56.452   | 45,25                 | Den Helder, Julianadorp                                                                 | Kaart          |
| Hilversum      | 94.426   | 45,61                 | Hilversum                                                                               | Kaart gemeente |
| Hollands Kroon | 49.524   | 357,34                | Anna Paulowna, Barsingerhorn, Stede Niedorp, Wieringen, Wieringermeer, Winkel           | Kaart          |
| Hoorn          | 75.621   | 20,38                 | Hoorn, Zwaag                                                                            | Kaart          |
| Huizen         | 41.205   | 15,81                 | Huizen                                                                                  | Kaart gemeente |
| Koggenland     | 23.580   | 80,32                 | Avenhorn, De Goorn, Hensbroek, Obdam, Ursem                                             | Kaart          |
| Landsmeer      | 11.660   | 22,53                 | Landsmeer                                                                               | Kaart          |
| Laren          | 11.440   | 12,41                 | Laren                                                                                   | Kaart gemeente |
| Medemblik      | 46.005   | 121,42                | Abbekerk, Medemblik, Midwoud, Nibbixwoud, Wognum                                        | Kaart          |
| Oostzaan       | 9.699    | 11,53                 | Oostzaan                                                                                | Kaart          |
| Opmeer         | 12.222   | 41,50                 | Hoogwoud, Opmeer, Spanbroek                                                             | Kaart          |
| Ouder-Amstel   | 14.450   | 24,08                 | Duivendrecht, Ouderkerk aan de Amstel                                                   | Kaart          |
| Purmerend      | 95.177   | 93,73                 | Middenbeemster, Noordbeemster, Purmerend, Westbeemster, Zuidoostbeemster                | Kaart          |
| Schagen        | 47.734   | 168,25                | Callantsoog, Petten, Schagen, Schagerbrug, Tuitjenhorn, Waarland, Warmenhuizen, 't Zand | Kaart          |
| Stede Broec    | 22.216   | 14,50                 | Bovenkarspel, Grootebroek, Lutjebroek                                                   | Kaart          |
| Texel          | 13.814   | 162,00                | De Koog, Den Burg, Oosterend, Oudeschild                                                |                |
| Uitgeest       | 13.407   | 19,16                 | Uitgeest                                                                                | Kaart          |
| Uithoorn       | 31.701   | 18,14                 | De Kwakel, Uithoorn                                                                     | Kaart gemeente |
| Velsen         | 69.238   | 45,20                 | Driehuis, IJmuiden, Santpoort, Velsen-Noord, Velsen-Zuid, Velserbroek                   | Kaart          |
| Waterland      | 17.529   | 52,11                 | Broek in Waterland, Ilpendam, Marken, Monnickendam                                      | Kaart          |
| Wijdemeren     | 24.608   | 47,60                 | Kortenhoef, Nieuw-Loosdrecht, Nederhorst den Berg                                       | Kaart gemeente |
| Wormerland     | 16.560   | 38,59                 | Wormer                                                                                  | Kaart          |
| Zaanstad       | 161.429  | 73,87                 | Assendelft, Koog aan de Zaan, Krommenie, Wormerveer, Zaandam, Zaandijk                  | Kaart          |
| Zandvoort      | 17.473   | 32,12                 | Zandvoort                                                                               | Kaart          |

Drenthe · Flevoland · Friesland · Gelderland · Groningen · Limburg · Noord-Brabant · Noord-Holland · Overijssel · Utrecht · Zeeland · Zuid-Holland